# Дерек Боатенг
Де́рек Ову́су Боате́нг (англ. Derek Owusu Boateng) — ганський футболіст, півзахисник.

## Клубна кар'єра

### Греція
У віці 16 років Боатенг підписав контракт з грецьким клубом «Каламата», у якому грав до переходу в клуб «Панатінаїкос» у 2001 році. В останньому Боатенг грав на позиціях нападника та атакувального півзахисника завдяки своїй швидкості та високій техніці дриблінгу.
У період з 2002 по 2003 роки був орендований клубом «ОФІ».

### «АІК»
Шведський агент Боатенга — Патрік Мерк, запропонував йому приєднатися до шведського клубу «АІК». У серпні 2003 року після кількох місяців переговорів Боатенг уклав контракт з клубом.
Перший сезон у клубі для Боатенга був вкрай невдалим. У першому ж матчі він отримав серйозну травму, яка не дозволила йому повністю відновитися в тому сезоні.
У сезоні 2004–2005 допоміг команді перемогти в Супереттан — другої за рангом ліги Швеції та піднятися до елітного дивізіону.

### «Бейтар»
У липні 2006 року Боатенг підписав трирічний контракт з ізраїльським клубом «Бейтар». Боатенг відразу ж закріпився в основному складі клубу, граючи на позиції центрального півзахисника, і став одним з найефективніших гравців у чемпіонаті Ізраїлю. Це, деякою мірою, допомогло клубу «Бейтар» в сезоні 2006/07 вп'яте раз у своїй історії та вперше за попередні 10 років стати чемпіоном Ізраїлю. Боатенг в тому сезоні забив 4 голи.
У наступному сезоні Боатенг у складі свого клубу добився чергового чемпіонського титулу в чемпіонаті Ізраїлю. У матчі фіналу розіграшу Кубка Ізраїлю 13 травня 2008 року проти команди клубу «Хапоель» став єдиним гравцем свого клубу, який не забив м'яч у серії пенальті для виявлення переможця в тому матчі. Але, в підсумку, це не завадило команді Баотенга виграти матч.
Боатенг покинув клуб як один з найвидатніших гравців в історії клубу і як найоплачуваніший гравець в історії чемпіонату Ізраїлю.

### «Кельн»

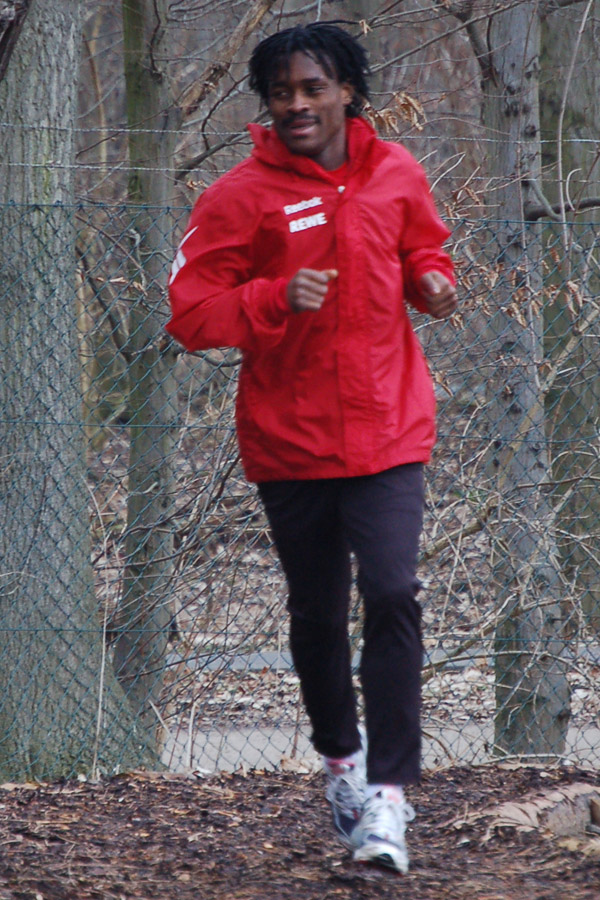
Дерек Боатенг на тренуванні «Кельна». 2009 рік.

21 січня 2009 року Боатенг підписав контракт з німецьким клубом «Кельн» до 30 червня 2013 року.

### «Хетафе»
Всього через пів року іспанський клуб «Хетафе» купує Боатенга у німецького клубу за 1 млн євро. Контракт з ним укладено строком на чотири роки.

### «Дніпро»

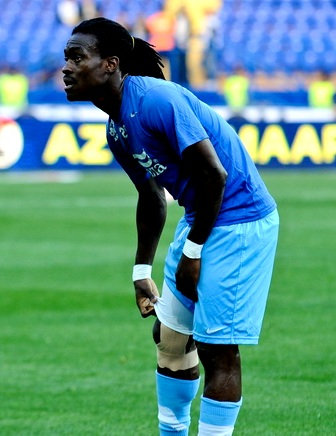
Дерек Боатенг під час виступів за «Дніпро». 25 вересня 2011 року

У травні 2011 року розпочалися перемовини «Дніпра» з «Хетафе» та футболістом щодо переходу, а 21 червня було офіційно повідомлено про підписання гравцем чотирирічного контракту з українським клубом. Перейшовши до «Дніпра», відразу став основним опорним півзахисником української команди, регулярно виходячи на поле у її стартовому складі в осінній частині сезону 2011/2012.
Проте з початку 2012 року ганець став дедалі рідше з'являтися на футбольному полі. В наступному сезоні провів лише перші дві гри чемпіонату, після чого взагалі припинив потрапляти до заявки основної команди, натомість провів декілька матчів за команду дублерів дніпропетровського клубу. Коментуючи відсутність ганійця у складі команди, головний тренер «Дніпра» Хуанде Рамос повідомив про відсутність бажання Боатенга захищати кольори українського клубу. Попри це гравець перебував на контракті з «Дніпром» до травня 2013 року, доки тривали пошуки нового клубу.

### «Фулгем»
22 травня 2013 року про укладання однорічного контракту з Боатенгом повідомив англійський «Фулгем». Боатенг з перших хвилин почав матч стартового туру проти «Сандерленда», але на 65 хвилині був замінений на Йоргоса Карагуніса, після чого не завжди навіть потрапляв у заявку. Всього за сезон Дерек зіграв лише у 3 матчах Прем'єр-ліги, а команда зайняла 19 місце і вилетіла в Чемпіоншип, а Боатенг покинув клуб.

### Повернення до Іспанії
В червні 2014 року Боатенг на правах вільного агента підписав однорічний контракт з мадридським «Райо Вальєкано». Проте через суперечки з головним тренером команди Франсіско Хемесом Боатенг не зіграв за команду жодного матчу і вже в серпні того ж року контракт був розірваний за обопільною згодою і незабаром підписав контракт з іншим клубом іспанської Ла Ліги «Ейбаром».

### «Райо ОКС» та ОФІ
У 2016—2017 роках виступав за команди «Райо ОКС» (28 ігор, 0 голів)  та ОФІ (13 ігор, 2 голи). З літа 2017-го знаходиться у статусі вільного агента.

## Кар'єра в збірній
У складі збірної Гани взяв участь у розіграші чемпіонату світу серед молодіжних команд 2001 року в Аргентині, на якому його команді вдалося потрапити до фіналу, але яка зайняла, в підсумку, 2-ге місце, поступившись команді господарів з рахунком 0:3.
У складі національної збірної був учасником фінального турніру Кубка африканських націй 2002 року, чемпіонату світу 2006 року та чемпіонату світу 2010 року.

## Досягнення

### Клубні
- Чемпіон Супереттан: 2005
- Чемпіон Ізраїлю: 2006/07, 2007/08
- Володар кубка Ізраїлю: 2008

### У збірній
- Фіналіст чемпіонату світу серед молодіжних команд: 2001